# Hilara capensis
Hilara capensis är en tvåvingeart som beskrevs av Ignaz Rudolph Schiner 1868. Hilara capensis ingår i släktet Hilara och familjen dansflugor. Inga underarter finns listade i Catalogue of Life.